# Engrenages
Engrenages ist eine französische Kriminal- und Justizserie, die von der Firma Son et Lumière für den Fernsehsender Canal+ produziert wird. Seit dem Jahr 2005 wurden acht Staffeln gesendet.

## Bedeutung des Originaltitels und Titel der deutschen Fassungen
Das französische Wort „Engrenages“ hat verschiedene Bedeutungen, beispielsweise Getriebe, Verkettung und Räderwerk. Als die Serie zum ersten Mal von dem deutschen Sender Einsplus ausgestrahlt wurde, lief sie unter dem Titel Engrenages – Im Räderwerk. Die sinngemäße Bedeutung wäre: Engrenages – im Räderwerk der Justiz. Oder um einen Ausdruck zu benutzen, der im Deutschen üblicher ist: Engrenages – in den Mühlen der Justiz. Beim britischen Sender BBC4 lief die Serie unter dem Namen Spiral, und als Einsplus die Serie später erneut ausstrahlte, wurde sowohl an den englischen als auch an den französischen Titel angeknüpft, denn nun gab man ihr den Namen Spiral – Engrenages. Bei Einsplus wurden bislang die ersten vier Staffeln als Original mit deutschen Untertiteln gezeigt.
Der Pay-TV-Sender Sony Entertainment Television ließ eine Synchronfassung herstellen, die ab Herbst 2015 unter dem Titel Engrenages – Im Fadenkreuz der Justiz gesendet wurde.
Bis zum 11. März 2019 wurden 7 Staffeln ausgestrahlt und sind inzwischen als DVD und BluRay verfügbar. Seit April 2019 ist eine achte Staffel in Produktion.

## Besetzung
- Caroline Proust als Laure Berthaud
- Grégory Fitoussi als Pierre Clément
- Philippe Duclos als François Roban
- Thierry Godard als Gilles „Gilou“ Escoffier
- Fred Bianconi als Frédéric „Tintin“ Fromentin
- Audrey Fleurot als Joséphine Karlsson